# The Mammoth Book of Best New Horror: Volume 24
The Mammoth Book of Best New Horror: Volume 24 är den tjugofjärde volymen i antologiserien med samma namn. Den publicerades 2013 på det brittiska bokförlaget Robinson och i USA på Running Press.

## Innehåll
- "Introduction: Horror in 2012" av Stephen Jones
- "Witch Work" av Neil Gaiman
- "The Discord of Being" av Alison Littlewood
- "Necrosis" av Dale Bailey
- "The Hunt: Before, and the Aftermath" av Joe R. Lansdale
- "The Cotswold Olimpicks" av Simon Kurt Unsworth
- "Where the Summer Dwells" av Lynda E. Rucker
- "The Callers" av Ramsey Campbell
- "The Curtain" av Thana Niveau
- "The Fall of the King of Babylon" av Mark Valentine
- "Nightside Eye" av Terry Dowling
- "The Old and the New" av Helen Marshall
- "Waiting at the Crossroads Motel" av Steve Rasnic Tem
- "His Only Audience" av Glen Hirshberg
- "Marionettes" av Claire Dean
- "Between Four Yews" av Reggie Oliver
- "Slick Black Bones and Soft Black Stars" av Gemma Files
- "The Other One" av Evangeline Walton
- "Slow Burn" av Joel Lane
- "Celebrity Frankenstein" av Stephen Volk
- "Blue Crayon, Yellow Crayon" av Robert Shearman
- "October Dreams" av Michael Kelly
- "The Eyes of Water" av Alison Littlewood
- "Necrology: 2012" av Stephen Jones och Kim Newman